# Shixiakou Shuiku
Shixiakou Shuiku (kinesiska: 石峡口水库) är en reservoar i Kina. Den ligger i den autonoma regionen Ningxia, i den nordvästra delen av landet, omkring 190 kilometer söder om regionhuvudstaden Yinchuan. Shixiakou Shuiku ligger 1 454 meter över havet. Arean är 7,6 kvadratkilometer. Trakten runt Shixiakou Shuiku består i huvudsak av gräsmarker. Den sträcker sig 9,4 kilometer i nord-sydlig riktning, och 5,9 kilometer i öst-västlig riktning.
Genomsnittlig årsnederbörd är 491 millimeter. Den regnigaste månaden är september, med i genomsnitt 100 mm nederbörd, och den torraste är december, med 1 mm nederbörd.